# نافارا الجديدة
نافارا الجديدة (بالإسبانية: Nueva Navarra)‏ (بالبشكنشية: Nafarroa Berria)‏ كانت مقاطعة من المقاطعات الداخلية، إحدى المقاطعات الحدودية للنيابة الملكية على إسبانيا الجديدة. اقترح العميد بيدرو دي ريفيرا، الذي زار الرئاسة الشمالية من 1724 إلى 1728، على نائب الملك خوان دي أكونيا، ماركيز كاسافورتي، إعادة التنظيم السياسي والإداري للمقاطعات الشمالية الغربية. أيد نائب الملك الفكرة، ووافق عليها فيليب الخامس ملك إسبانيا في عام 1732، ونُفذت في العام التالي بتعيين مانويل برنال دي هويدوبرو كأول حاكم حين كان في ذلك الوقت عمدة سينالوا. وفي فروع الحكومة والمالية والحرب، كان الحاكم خاضعًا مباشرة لنائب الملك، بينما كان ميدان العدالة يخضع لسلطة الحضور الملكي في غوادالاخارا (Real Audiencia of Guadalajara) التابع لنائب الملك في إسبانيا الجديدة. وبحلول عام 1806، تم الاعتراف بالمقاطعة عمومًا باسم سونورا أو نويفا نافارا، وعاصمتها أريسبي، بما في ذلك المنطقة التي تضم سينالوا (دي إيريارت، 1806). وبعد الاستقلال، صارت سونورا إي سينالوا واحدة من الولايات المكونة للجمهورية المكسيكية. تغطي منطقة صحراء سونورا أغلب الولاية.
في السنوات الأولى للهجرة الأوروبية إلى نويفا نافارا، أصبح الباسك نسبة كبيرة من السكان. وصلت نسبة مهاجرو الباسك إلى 6% من إجمالي المهاجرين في السنوات الخمس عشرة الأولى من الاستعمار، وهي نفس النسبة المئوية لأولئك الذين من قشتالة أو إكستريمادورا وهي المناطق الأكثر اكتظاظًا بالسكان. تُظهر بيانات أكثر تحديدًا نسبًا تتراوح بين 8% و16% من سكان الباسك في المستوطنات الحضرية النوى لتلك العقود الأولى، مما يشير إلى اتجاه سيستمر في المستقبل: تفضيل باسك-نافارا للمستوطنات الحضرية (بويد بورمان 1964)